# Ignacio López Rayón, Zacatecas
Ignacio López Rayón är en ort i Mexiko.   Den ligger i kommunen Río Grande och delstaten Zacatecas, i den centrala delen av landet, 600 km nordväst om huvudstaden Mexico City. Ignacio López Rayón ligger 1 884 meter över havet och antalet invånare är 589.
Terrängen runt Ignacio López Rayón är huvudsakligen en högslätt. Ignacio López Rayón ligger nere i en dal. Runt Ignacio López Rayón är det ganska glesbefolkat, med 34 invånare per kvadratkilometer. Närmaste större samhälle är Río Grande, 4,2 km öster om Ignacio López Rayón. Omgivningarna runt Ignacio López Rayón är i huvudsak ett öppet busklandskap.